# Igneri
Igneri (Iñeri) ili Eyeri jedan su od naroda Arawaka koji se vode kao prastanovništvo Portorika a prethodilo je kulturi Taíno Indijanaca. Portorikanski povjesničar Arturo Morales Carrión (  Arhivirana inačica izvorne stranice od 12. lipnja 2011. (Wayback Machine)) smatra da su Igneri porijeklom iz bazena Orinoca u Venezueli. Po njemu prvi Igneri naselili su se u području Loiza oko 120. godine po Kristu, i nosioci su kulture Saladoid. Drugi autori spominju da su se Igneri iz bazena Orinoca počeli seliti prije 4,500 godina. U svakom slučaju njih nalazimo na otoku Trinidad, gdje po Bruce B. Solnick-u ('The West Indies and Central America to 1898") dijele otok s Carib Indijancima, ali ne dobrosusjedski. Ratobornost Kariba vjerojatno je Ignere otjerala na sjever, gdje su najkasnije do 200. godine naselili Portoriko. U području današnjeg grada Loíza javlja se tada kultura Saladoid. Grad je poznat i kao "El Pueblo de la Cacica" e.topuertorico.org/city/loiza.shtml[neaktivna poveznica], a dobio je ime po ženi-poglavici (cacique) Yuisa ili Luisa, koja je vladala na otoku u vrijeme dolaska Španjolaca. A. M. Carrión nosioce kulture Saladoid naziva i 'Saladoidi'. Nju karakterizira lončarstvo (  Arhivirana inačica izvorne stranice od 19. ožujka 2006. (Wayback Machine) ) s prekrasnim egzotičnim dizajnima, fino polirane vaze i zdjele obojane crvenom i bijelom bojom. Od oruđa nalazimo petaloidne (oblika lista) ili četvrtaste kamene glave čekića. 
O socijalnoj organizaciji Saladoida ili Ignera malo je poznato. Živjeli su od lova i ribarenja, hvatanja rakova i sakupljanja školjki. Nosioci Saladoid kulture (prema Carriónu) ostaju na otoku najmanje do 6. stoljeća. Neki arheolozi drže da su se Saladoidi usavršili, počele su se javljati sjekire i plemenski amuleti, stanovništvo se seli u unutrašnjost otoka. Ovu kulturu nazivamo 'Ostenoid'. Prema drugima nosioce kulture Saladoid, odnosno Ignere, zamijenila je nova seoba s juga. Među arheološkim ostacima Ostenoida nalaze se i tri malena idola (nazivaju se cemìes; sing. cemi ). Oko 1000. godine kultura Ostenoid evoluirala je u mnogo napredniju kulturu Taino koju su Španjolci otkrili 1492. godine.
Treba reći da se Igneri i kasniji Taino Indijanci danas vode kao jedina dva naroda koji su podigli svoje kulture na Portoriku. Faza Igneri računa se (odnosno datira) od 120. do 1000. godine.